# Boreathelphusa uglowi
Boreathelphusa uglowi is een krabbensoort uit de familie van de Potamonautidae. De wetenschappelijke naam van de soort is voor het eerst geldig gepubliceerd in 2002 door Cumberlidge & von Sternberg.